# Gwamegi
El gwamegi es un arenque o paparda del Pacífico semicurado típico de la cocina coreana que se prepara durante el invierno. Se consume mayoritariamente en la provincia de Gyeongsang del Norte, donde ciudades como Pohang, Uljin o Yeongdeok capturan grandes cantidades de estos peces. Uno de los lugares más famosos es la bahía Guryongpo en Pohang. Pohang celebra una fiesta anual del gwamegi para promocionar esta especialidad local.